# 禸部
禸部，為漢字索引中的部首之一，康熙字典214個部首中的第一百一十四個（五劃的則為第二十個）。在傳統漢字與中文簡化字中，其都被歸為五劃部首。以下方為部字。且無其他部首可用者將部首歸為禸部。

## 部首單字解釋
1.ㄖㄡˊ，野獸的腳印，也作厹、篆作蹂。見說文。
2.ㄑㄧㄡˊ，禸矛，有三角刃的矛。本作叴矛、也作厹矛。

## 字形

小篆

## 部首字元及變形
- ⽱：KANGXI RADICAL TRACK (U+2F71)

### 位於文字區
- 禸：CJK UNIFIED IDEOGRAPH-79B8

## 字例
| 除部首外之筆劃 | 字例 -{ |
| -------------- | ------- |
| 0              | 禸      |
| 4              | 禹禺    |
| 6              | 离𥜽    |
| 7              | 禼      |
| 8              | 禽萬 }- |